# Banque de Luxembourg
Banque de Luxembourg is een van de belangrijkste financiële instellingen in Luxemburg.
De bank kreeg haar naam in 1977 nadat de Deutsche Bank Luxembourg S.A. grootaandeelaanhouder was geworden in de in 1937 opgerichte Banque Mathieu Frères, rechtsvoorganger van de Banque de Luxembourg. In 2002 verkoopt de Deutsche Bank haar aandeel van bijna 30% aan de Franse groep Crédit Industriel et Commercial, dochter van Crédit Mutuel, de vierde bank van Frankrijk die de vorm van een coöperatieve bank heeft.
Deze commerciële instelling moet niet verward worden met de Centrale Bank van Luxemburg of Banque internationale à Luxembourg.